# 弘前市立第一中学校
弘前市立第一中学校（ひろさきしりつ だいいちちゅうがっこう）は、青森県弘前市和徳町にある公立中学校。
地元では「一中」（いっちゅう）とも呼ばれる。

## 沿革
- 1947年（昭和22年）4月1日 - 時敏小学校校舎に併設する形で、弘前市立第一中学校創立。4月22日開校式[1]。
- 1949年（昭和24年）4月 - 校歌制定。
- 1951年（昭和26年）7月 - 北横町野田に完成した独立新築校舎に移転。
- 1954年（昭和29年）3月 - 校旗樹立。講堂竣工（後に体育館に「青雲堂」の掲額[1]）
- 1956年（昭和31年）7月 - 校舎一部焼失。公会堂門柱を校門に移設。
- 1957年（昭和32年）1月 - 校舎復旧工事竣工。「プラスA」提唱[1]
- 1958年（昭和33年）
  - 4月 - 和徳中学校を統合。
  - 6月 - 校地拡張。
- 1959年（昭和34年）3月 - 2教室増築。
- 1961年（昭和36年）
  - 4月 - 生徒急増の為、旧弘前市立女子高等学校校舎を第二校舎として使用。
  - 12月 - 増築校舎落成。第二校舎より引き揚げ。
- 1965年（昭和40年）
  - 5月 - 職業学級設置。
  - 8月 - 校地拡張。
- 1969年（昭和44年）12月 - 屋内運動場増築。
- 1975年（昭和50年）4月 - 情緒障害学級新設。
- 1977年（昭和52年） - 現校舎完成[2]。
- 1992年（平成4年） - 弘前市立東中学校を分離。これにより、本校の学級数29学級・生徒数1014名となり、過大規模校（31学級以上）が解消された[3]。
- その他詳しい沿革は脚注を参照⇒[4]

## 教育目標
ジェントルマンシップ（GENTLEMANSHIP）とプラスA
- ジェントルマンシップは、土屋直好-初代校長が、戦後の荒廃の中で教育目標としてとなえる。
- プラスA（アルファ）は、創立10周年を迎えた昭和32年に、對馬勇三-三代目校長が掲げたもの。「創立以来十年間に築き上げられた一中伝統の上に立って、更に何物かをプラスしてゆくことは当然の責務である。プラスAは前進を意味し、前向きの姿勢を意味する」。この對馬勇三先生の趣旨を生かし、その精神が、一中ジェントルマンシップとしてその後継承されている[1]。表示には創立何周年の数字がかならず付与されており、毎年数字が加算されていく。たとえば令和7年度は創立78周年なので、「78プラスA」「78+A」あるいは「78と校章マークとA」の図示で表示される。

## 学区
出典
- 神田全域、堅田1・2丁目、撫牛子全域、大久保、津賀野、百田、和徳町、代官町の一部、植田町、緑町、萱町、徒町川端町、徳田町、南柳町、北柳町、南横町、北横町、茶畑町、野田全域、宮川1〜3丁目、駅前1・2丁目、駅前3丁目の一部、東和徳町、親方町、一番町、百石町、百石町小路、鉄砲町、上鞘師町、下鞘師町、元寺町、元寺町小路、下白銀町、東長町、大浦町、蔵主町、長坂町、笹森町、田茂木町、禰宜町、亀甲町、若党町、小人町、馬喰町、春日町、西城北1・2丁目、東城北1・2・3丁目、宮園全域、山王町、田町全域、八幡町全域、清野袋、青山全域、清野袋全域、岩賀1〜3丁目、向外瀬全域
- これは、城東小学校・和徳小学校・時敏小学校・北小学校の学区と同じ。

## 周辺
- 上和徳町公民館
- 土淵川
- 社会福祉法人すみれ会幼保連携型認定こども園弘前すみれ保育園 - 進学前保育園のひとつ
- 和徳土地改良区
- 東照宮 - 土淵川の西側
- 薬王院 - 土淵川の西側
- このほか、中小規模の医療機関も点在する。

## アクセス
- 弘南バス「横町入口」停留所より、
  - 青山・宮園団地方面行、自動車運転免許試験場経由弘前駅行、五所川原行のりばから、徒歩約305m・約5分。
  - 弘前高校・南高校方面行のりばから、徒歩約340m・約5分（ただし、運行は平日の高校登校日の朝のみ）。

## 著名な卒業生
- 川口淳一郎（工学博士・小惑星宇宙探査機はやぶさプロジェクトマネージャー）[6]
- 伊奈かっぺい（タレント・元青森放送社員）
- 斎藤春香（元ソフトボール選手・北京オリンピック女子ソフトボール日本代表監督）[6]

## 参考資料
- 『弘前市教育史別巻（年表 学校沿革 索引）』（弘前市教育委員会・1979年3月12日発行）184頁「第一中学校 変遷」（「1992年(平成4年)」の記載を除く）
- 『弘前市立第一中学校創立五十周年記念誌』表紙題字「深紅」（弘前市立第一中学校創立五十周年記念誌作成委員会・1997(平成9)年10月10日発行）